# George Henry Thomas

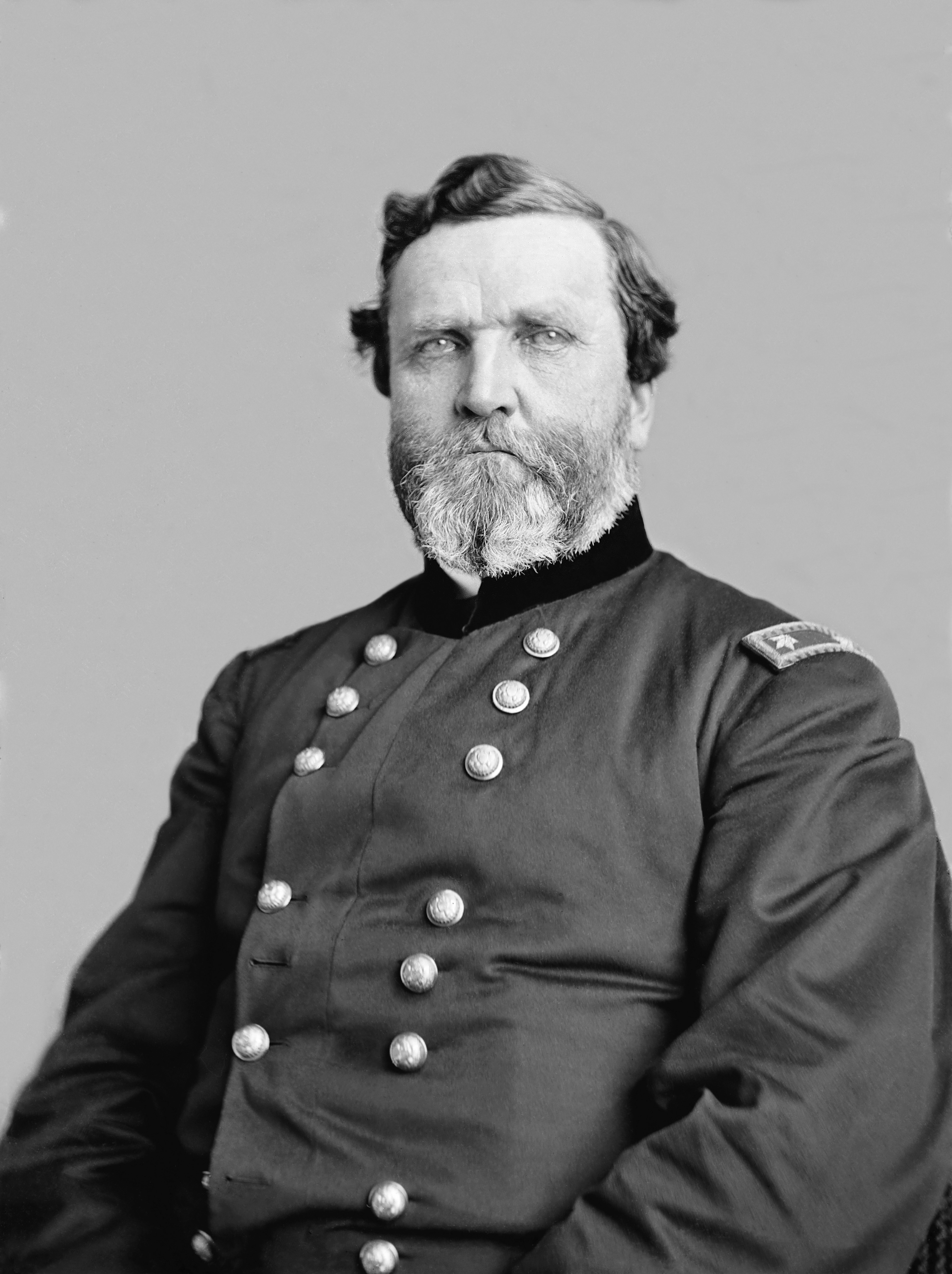
George Henry Thomas

George Henry Thomas (* 31. Juli 1816 in Newsoms, Virginia, USA; † 28. März 1870 in San Francisco, Kalifornien) war Berufssoldat und Generalmajor des US-Heeres. Besonders zeichnete er sich in den Schlachten am Chickamauga und um Nashville aus.

## Leben bis zum Bürgerkrieg
Thomas war das vierte von neun Kindern der Eheleute John C. Thomas und Elizabeth Rochelle. Die Familie hatte es zu Wohlstand gebracht und besaß 15 Sklaven. Im Alter von dreizehn Jahren verstarb der Vater. Obwohl es in Virginia verboten war, Sklaven schulische Ausbildung zu vermitteln, unterrichtete er die Sklaven seiner Familie. Vermutlich wurde die Familie wegen dieser Aktivität 1831 vor Nat Turners Sklavenaufstand gewarnt und konnte in die damalige Kreisstadt Jerusalem (heute Courtland) entkommen.
Er besuchte die örtliche Highschool und wurde nach erfolgreichem Abschluss 1834 Gehilfe seines Onkels, der Urkundsbeamter des Landkreises war. Nach dessen Tod wurde er zu dessen Nachfolger vorgeschlagen. Bevor es jedoch zu einer Ernennung kam, schlug ihn der für diesen Distrikt zuständige Kongressabgeordnete für die Zulassung zum Studium an der Militärakademie in West Point, New York vor.
Während der Dauer des Studiums war William Tecumseh Sherman einer seiner Stubenkameraden, mit dem ihn später eine freundschaftliche Rivalität verband. Seine meist deutlich jüngeren Klassenkameraden nannten ihn Old Tom. Thomas schloss die Akademie 1840 als 12. von 42 seines Jahrgangs und mit 87 förmlichen Tadeln ab (Sherman erhielt 380, war jedoch Sechster).
Als Leutnant wurde Thomas 1840 zum 3. US-Artillerie-Regiment versetzt und in Fort Columbus im Hafen von New York stationiert. Während des zweiten Krieges gegen die Seminolen 1841 in Florida zeichnete er sich durch hervorragende Leistungen als Führer einer 60 Soldaten starken Einheit bei einer Expedition gegen die Indianer aus und erhielt am 8. November 1841 den Brevet-Rang Oberleutnant verliehen. In den darauffolgenden Jahren war Thomas an verschiedenen Standorten im Süden und Südosten der USA stationiert. Am 30. April 1844 wurde er zum Oberleutnant befördert.

## Bürgerkrieg
Beim Ausbruch des Sezessionskriegs 1861 entschied er sich, obwohl sich sein Heimatstaat Virginia der Konföderation anschloss, der Union die Treue zu halten. Dies führte zum Bruch mit seiner Familie. Anschließend wurde er Kommandeur eines Kavallerieregiments des US-Heeres und erhielt das Kommando über die Kavallerie auf dem westlichen Kriegsschauplatz. Er gilt unter Militärhistorikern als einer der besten Kommandeure auf beiden Seiten. Ungeachtet seiner unbestrittenen Kompetenz übergab man ihm jedoch nie ein eigenes Oberkommando, da man nicht sicher war, wie unerschütterlich seine Loyalität zum Norden war. Am 19. Januar 1862 siegte er im Gefecht bei Mill Springs, und vor allem in der Schlacht am Chickamauga am 19. und 20. September 1863 zeichnete er sich, nachdem die meisten anderen Offiziere die Flucht ergriffen hatten, durch seine Standhaftigkeit und Umsicht aus, die die Unionstruppen vor einer Katastrophe bewahrten. 1864 kommandierte er die Cumberland-Armee auf dem Marsch nach Atlanta (siehe Atlanta-Feldzug) unter William T. Sherman, dann in Tennessee. Aus der Schlacht von Nashville vom 15. bis 16. Dezember 1864 ging er siegreich hervor. Nach dem Krieg erhielt er bis 1869 ein Militärkommando in Kentucky und Tennessee, dann eines in San Francisco. Dort starb er im März 1870.
Er war auch unter dem Spitznamen Rock of Chickamauga („Der Fels von Chickamauga“) bekannt – wegen seiner Standhaftigkeit in diesem Gefecht. Zeitgenossen beschrieben ihn als einen ungewöhnlich bescheidenen und uneitlen Mann; in der Tat verfasste er im Unterschied zu vielen anderen bedeutenden Bürgerkriegsgenerälen keine Autobiographie, sondern vernichtete seine gesamte Korrespondenz, damit auch kein anderer über ihn schreiben können sollte.

## Ehrungen
Nach ihm sind Thomas County in Nebraska und Thomas County in Kansas benannt.